# Parsberg
Parsberg (pronunciación en alemán: /ˈpaʁsˌbɛʁk/ⓘ) es una ciudad situada en el distrito de Neumarkt en el Alto Palatinado, en el estado federado de Baviera (Alemania), con una población a finales de 2016 de unos 6955 habitantes.
Se encuentra ubicada en el centro del estado, en la región de Alto Palatinado, a poca distancia al norte de la orilla del río Danubio.